# Phagnalon sordidum
Espèce
Synonymes
- Conyza sordida L.[2] [1]
- Gnaphalium conyzoides Thunb.[2] [1]
- Gnaphalium conyzoideum Lam.[2]
- Gnaphalium sordidum L.[2] [1]
- Phagnalon sordidum var. sordidum[2] [1]
- Phagnalon tricephalum Cass.[2] [1]

Statut de conservation UICN

 LC  : Préoccupation mineure
Phagnalon sordidum, le Phagnalon repoussant, est une espèce de plante à fleurs de la famille des Astéracées.
C'est un sous-arbrisseau méditerranéen.

## Statuts de protection, menaces
L'espèce n'est pas encore évaluée à l'échelle mondiale et européenne par l'UICN. En France, elle est classée comme non préoccupante . Elle est considérée quasi menacée (NT), proche du seuil des espèces menacées ou qui pourraient être menacées si des mesures de conservation spécifiques n'étaient pas prises, dans la région Midi-Pyrénées.

## Liste des variétés
Selon World Register of Marine Species (16 novembre 2019) :
- Phagnalon sordidum var. corsicum (Rouy) Gamisans